# (8082) Haynes
(8082) Haynes (1988 NR) – planetoida z pasa głównego asteroid okrążająca Słońce w ciągu 4,24 lat w średniej odległości 2,62 au. Odkryta 12 lipca 1988 roku.